# Nationalsozialistische Turngemeinde Prag
Il Nationalsozialistische Turngemeinde Prag, meglio conosciuto come NSTG Prag, è stata una società di calcio tedesca attiva negli anni '40, con sede a Praga, all'epoca capitale del protettorato di Boemia e Moravia.

## Storia
Dopo l'occupazione tedesca della Cecoslovacchia le autorità naziste nel 1940 decisero di fondere vari club con sede a Praga, tra cui soprattutto il DFC Prag, per dare vita ad una nuova entità politicamente accettabile dal regime, il Nationalsozialistische Turngemeinde Prag (NSTG Prag). 
Giocarono la stagione 1940-41 nella Gauliga Sudetenland, vincendo il titolo di divisione, partecipando alla fase finale del campionato nazionale ed alla Tschammerpokal 1941, da cui furono eliminati al primo turno dall'Admira Vienna. La stagione successiva vinsero la Gauliga Sudeten-Mitte, ma non riuscirono ad accedere alla fase nazionale del campionato. Nella coppa nazionale invece la squadra fu eliminata al primo turno dal Döbelner SC.
La squadra al termine del torneo si ritirò volontariamente dai campionati. Il club scomparve definitivamente alla fine della seconda guerra mondiale, non essendo più ammesse per ragioni politiche associazioni "tedesche" in Cecoslovacchia.